# Not the Nine O’Clock News
Not the Nine O’Clock News (To nie są wiadomości o dziewiątej) – brytyjski serial komediowy emitowany po raz pierwszy w latach 1979–1982 na antenie BBC Two. Należy do podgatunku określanego jako sketch show, co oznacza, że  nie posiada stałej fabuły ani bohaterów, jego odcinki są raczej blokami kilkuminutowych skeczy i parodii, często odnoszących się bezpośrednio do aktualnych wydarzeń. Łącznie wyemitowano 38 półgodzinnych odcinków.

## Charakterystyka
Na tle innych ówczesnych produkcji komediowych, „To nie są...” wyróżniał bardzo dynamiczny montaż, często zupełnie wypaczający sens poddawanych obróbce fragmentów wiadomości, oraz dość bezkompromisowe czy wręcz agresywne poczucie humoru. Margaret Thatcher złożyła na serial oficjalną skargę, kiedy w jednym z odcinków zasugerowano, że rozbiła drogi samochód. Już w pierwszym odcinku znalazł się słynny później monolog Rowana Atkinsona, parodiujący konwencję wyborczą Partii Konserwatywnej i jej stosunek do imigrantów (nie mamy nic przeciwko nim, no ale skoro znamy już przepis na curry...). Innym razem dano do zrozumienia, że przynależność do tego ugrupowania jest równie wstydliwa jak członkostwo w przestępczym gangu. Kiedy wielkie kontrowersje wzbudzał film Monty Pythona „Żywot Briana”. w programie znalazł się skecz, w którym dyskutanci spierają się, czy Nowy Testament jest niesmaczną parodią twórczości Johna Cleesa i jego kolegów – co stanowiło dokładne odwrócenie toczących się wówczas debat wokół ich filmu.

### Tytuł
Tytuł serialu wziął się z godziny jego emisji - 21:00. W tym samym czasie na antenie BBC One nadawany był sztandarowy program informacyjny BBC, Wiadomości o dziewiątej (Nine O’Clock News). Twórcy uznali, że taki przewrotny tytuł dodatkowo zaintryguje widzów.

## Twórcy
Serial stał się początkiem kariery dla kilkorga popularnych później komików, z których do dziś najbardziej znany jest Rowan Atkinson. Oprócz niego główną obsadę tworzyli Mel Smith, Griff Rhys Jones i Pamela Stephenson. Wśród autorów tekstów był m.in. Richard Curtis.
Po zakończeniu produkcji Smith i Jones postanowili kontynuować współpracę jako duet i zrealizowali wspólnie jeszcze kilka seriali, a także założyli firmę producenką Talkback (dziś część FreemantleMedia). Atkinson kontynuował karierę samodzielnie, występując na estradzie i grając m.in. w Czarnej Żmii i Jasiu Fasoli. Pamela Stephenson występowała jeszcze przez kilka lat w USA, m.in. w słynnym programie Saturday Night Live, lecz później porzuciła komedię na rzecz psychologii klinicznej, którą zajmuje się do dziś.

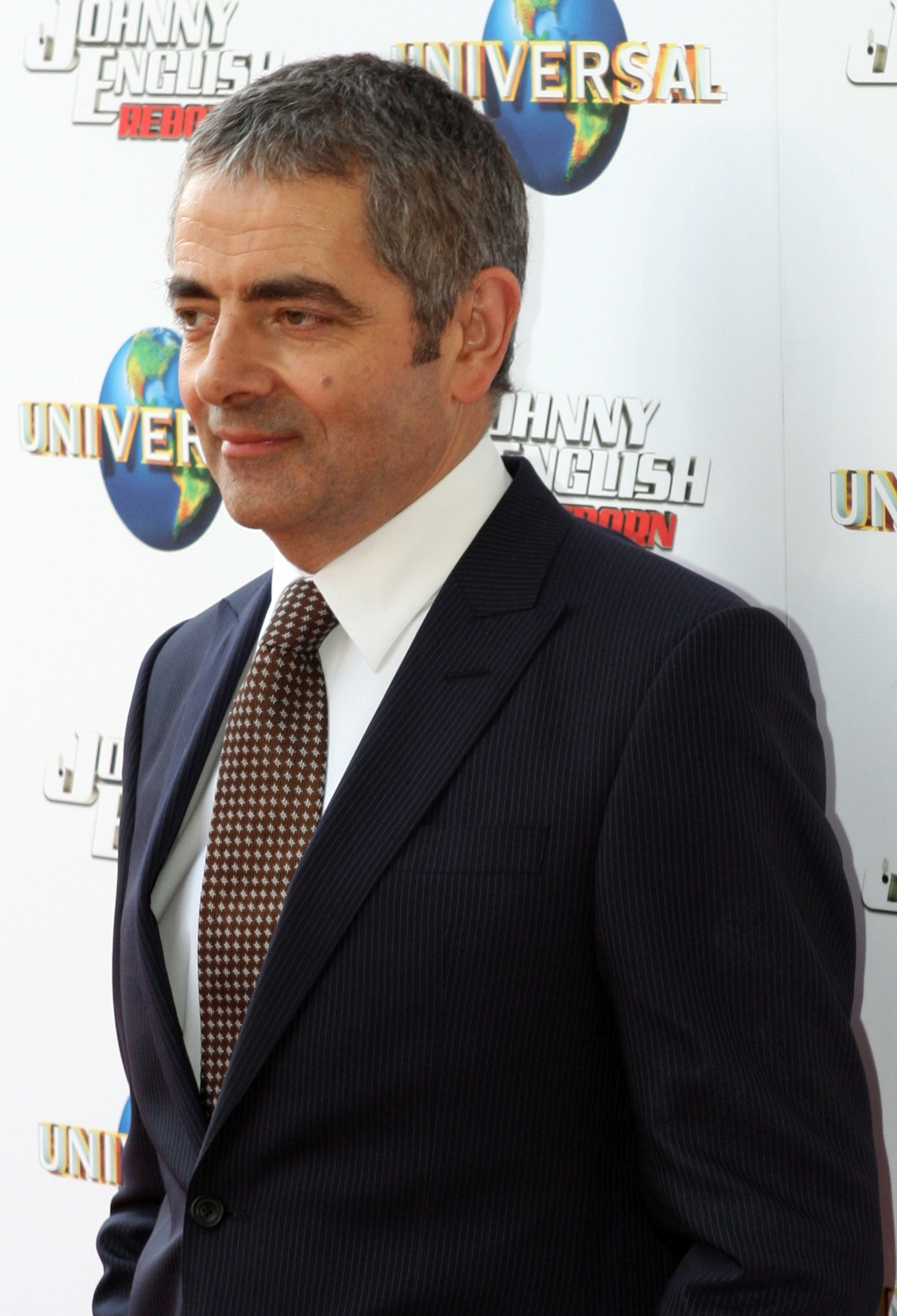
Rowan Atkinson (zdjęcie z 2011)
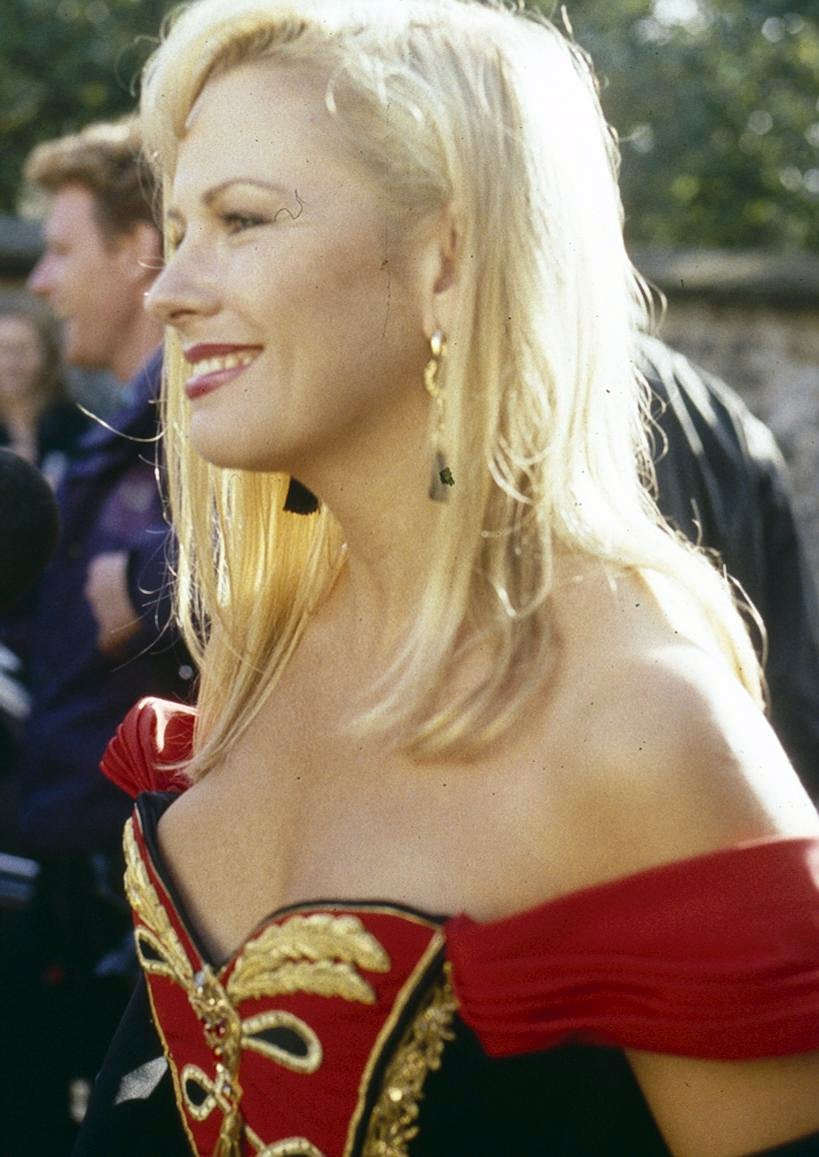
Pamela Stephenson (zdjęcie z 1992)
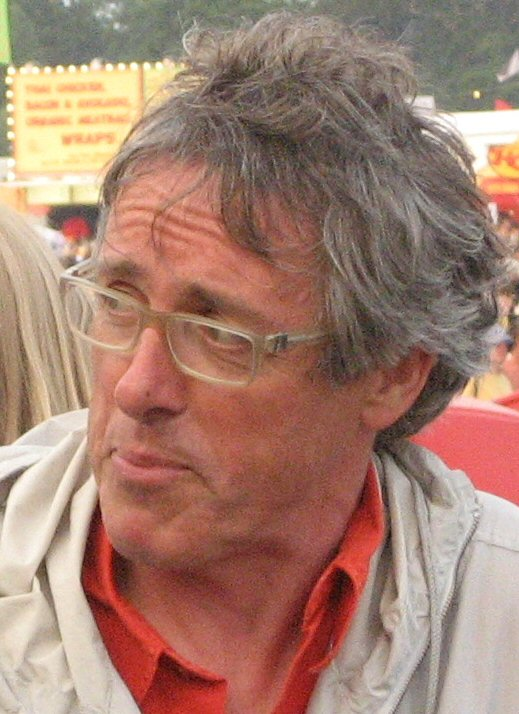
Griff Rhys Jones(inne języki) (zdjęcie z 2007)
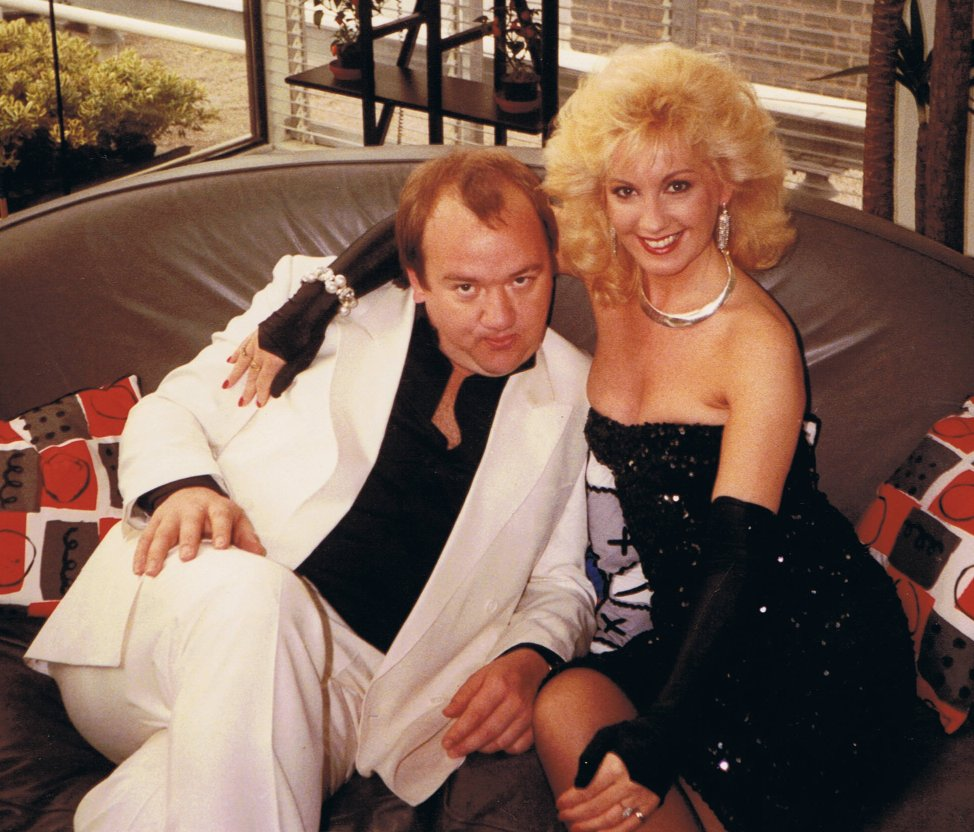
Mel Smith (zdjęcie z lat 80. z Susie Silvey)

## Upamiętnienie
W 1995 powstał trzygodzinny program The Best of Not the Nine O’Clock News, zawierający najciekawsze fragmenty wszystkich serii. Z kolei w 2009 – w trzydziestą rocznicę powstania serialu – BBC Two wyemitowało film dokumentalny Not Again: Not The Nine O’Clock News, poświęcony jego historii.